# ناحیه برج منایل
ناحیه برج منایل (به عربی: دائرة برج منایل) یک ناحیه در الجزایر است که در استان بومرداس واقع شده‌است. ناحیه برج منایل ۱۱۳٬۴۷۳ نفر جمعیت دارد.